# Narcaeus picinus
Narcaeus picinus Thorell, 1890 è un ragno appartenente alla famiglia Thomisidae.
È l'unica specie nota del genere Narcaeus.

## Caratteristiche
L'esemplare femminile rinvenuto ha una lunghezza di poco eccedente i 3 millimetri.

## Distribuzione
L'unica specie oggi nota di questo genere è stata rinvenuta sull'isola di Giava

## Tassonomia
Dal 1890 non sono stati esaminati altri esemplari, né sono state descritte sottospecie al 2014.